# عقد 1360 هـ
عقد 1360 هـ هو الفترة بين عام 1360 إلى 1369 في التقويم الهجري، أي العشر سنوات السابعة من القرن الرابع عشر الهجري.